# Памятник И. Д. Пастухову
Памятник И. Д. Пастухову, первому рабочему-революционеру в Удмуртии, председателю Ижевского горсовета, находится в Ижевске на углу улиц Коммунаров и Красногеройской. Является региональным памятником архитектуры Удмуртской республики.
Изначально планировалось установить памятник Ивану Пастухову в 1932 году, к годовщине Октябрьской революции. Но скульптор не успел выполнить работы, и памятник был открыт 1 мая 1933 года на бывшей центральной (Пастуховской) площади около Александро-Невского собора (угол улиц Советской и Горького). В 1968 году памятник был перенесён на перекрёсток улиц Коммунаров и Красногеройской. При переносе был искажён постамент, лишившийся барельефа.
В памятнике отражены наиболее важные эпизоды жизни И. Д. Пастухова. Два многофигурных барельефа посвящены схватке с эсерами-мятежниками в августе 1918 года. Центральный скульптурный образ памятника представляет Пастухова, как руководителя обороны города во время мятежа.
В начале 2000-х годов памятник лишился двух декоративных винтовок и двух барельефов, посвящённых Ижевскому восстанию.